# Luigi Cambon
Luigi Cambon (21. června 1838 – 14. dubna 1904 Terst) byl rakouský právník a politik italské národnosti z Terstu, na konci 19. století poslanec Říšské rady.

## Biografie
Studoval na Padovské univerzitě a Univerzitě ve Štýrském Hradci, kde byl roku 1862 promován na doktora práv. Od roku 1867 do roku 1891 působil jako redaktor listu Gazetta dei Tribunali v Terstu. Dlouhodobě zasedal v terstské obecní radě (fungovala zároveň jako Terstský zemský sněm) a byl právním poradcem terstského italského konzulátu.
Byl poslancem Říšské rady (celostátního parlamentu Předlitavska), kam usedl ve volbách do Říšské rady roku 1897 za kurii městskou v Terstu, 1. voličský sbor. Ve volebním období 1897–1901 se uvádí jako Dr. Alois Cambon, advokát, bytem Terst.
Ve volbách roku 1897 je uváděn jako italský liberální kandidát.
Zemřel v dubnu 1904 ve věku 66 let.